# Art Stevens
Arthur  Art Stevens (Roy, 1º maggio 1915 – Studio City, 22 maggio 2007) è stato un animatore e regista statunitense.

## Biografia
Proveniente da una famiglia di coloni inglesi, entrò nella Disney nel 1939, nel gruppo di Ward Kimball. Il suo primo lavoro fu l'assistenza all'animazione in Fantasia (1940) e Bambi (1942). Negli anni '70 fu promosso a regista, lavorando alla supervisione e alla produzione di alcuni Classici Disney. Il suo ultimo lavoro per la Disney fu la sceneggiatura del classico Taron e la pentola magica.
Sposatosi nel 1939, ha avuto due figli, Craig e Kent. È morto nel maggio 2007 a 92 anni per infarto.

## Filmografia

### Regista
- Le avventure di Bianca e Bernie (1977)
- Red e Toby nemiciamici (1981)

### Produttore
- Red e Toby nemiciamici (1981)

### Sceneggiatore
- Taron e la pentola magica (1985)

### Animatore
- Le avventure di Peter Pan (1953)
- La carica dei 101 (1961)
- Mary Poppins (1964)
- Pomi d'ottone e manici di scopa (1971)
- Robin Hood (1973)
- Le avventure di Winnie the Pooh (1977)
- Le avventure di Bianca e Bernie (1977)